# Hattorf-Heiligendorf

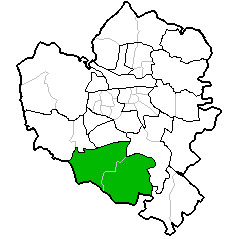
Lage im Stadtgebiet Wolfsburg

Hattorf-Heiligendorf ist eine Ortschaft der Stadt Wolfsburg. Zu ihr gehören die Stadtteile Hattorf und Heiligendorf.
Die Ortschaft Hattorf-Heiligendorf wurde nach einer am 1. Juli 1972 vollzogenen Kreisreform zur kommunalen Neugliederung Niedersachsens, nach Umgliederung der vorher selbständigen Gemeinden Hattorf und Heiligendorf aus dem Landkreis Gifhorn in die Stadt Wolfsburg, gebildet.

## Politik
Ortsbürgermeister ist Marco Meiners (FDP).